# NGC 82

NGC 82

 إن جي سي 82 أو NGC 82 هي مجرة في كوكبة المرأة المسلسلة اكتشفت في 23 أكتوبر 1884.

## روابط خارجية
- NGC 82 على موقع ويكي سكاي: DSS2, SDSS, GALEX, IRAS, Hydrogen α, X-Ray, Astrophoto, Sky Map, Articles and images